# 宮本晃男
宮本 晃男（みやもと てるお、1907年5月25日-1992年）は、飛行機・自動車の技術者、評論家。
1930年東京市立深川工業学校（後の東京都立本所工業高等学校）自動車専修科卒。1932年東京帝国大学造兵学科委託研究生修了。逓信省航空局技術課勤務。一等整備士、航空機関士。運輸省自動車局車両課勤務(運輸技官)。日本自動車連盟事業部長。1970年自動車問題研究会を設立、初代会長となる。自動車ジャーナリスト協会顧問。自動車技術会顧問。1982年勲五等瑞宝章受勲。

## 編著書
- 『航空技術叢書』育生社 1940
- 第1 ライトサクロン航空発動機取扱解説
- 第2 ダグラス式DC-3型旅客飛行機取扱解説
- 第3 ロッキード式14型高速輸送機取扱解説
- 『中島式AT型双発輸送機取扱解説』航空技術叢書 育生社 1941
- 『三菱式MC20型双発輸送機取扱解説』編著 育生社 航空技術叢書 1941
- 『航空機』オーム社 1942
- 『航空機大辞典 航空機識別用』編 育生社弘道閣 1942
- 『落下傘取扱解説』航空技術叢書 育生社弘道閣 1942
- 『自動車と戦車の操縦』育生社弘道閣 1942
- 『ライト・サイクロン航空發動機取扱解説』編 育生社弘道閣 航空技術叢書 1942
- 『図解飛行機が出来るまで』中島章作絵 ワット社出版部 1943
- 『航空機乗員養成所』墨水書房 1943
- 『日ソ・ソ日航空用語辭典』墨水書房 1943
- 『列国航空発動機要目集』編 育生社弘道閣 1943
- 『図解飛行機操縦法解説』航空技術叢書 育生社弘道閣 1944
- 『自動車の運転』オーム社　1946
- 『自動車の取扱 米国輸入払下運転整備・自動車運転要領』オーム社 1947
- 『自動車とヘンリ・フォード』ひかり文庫　光風館 1947
- 『自動車運転技術』オーム社 1949
- 『自動車の一般知識』牧書店 科学新書 1949
- 『自動車ずくし』村上松次郎等絵 新潮社 世界の絵本 1950
- 『世界の自動車』少年文化社 1950
- 『初歩の自動車ハンドブック』編 山海堂 1950
- 『百万人の自動車読本』兼六館 1951
- 『自動車受驗ポケットブック』三共出版 1951-54
- 『飛行機ずくし』岡村夫二等絵 新潮社 世界の絵本 1951
- 『輸入自動車取扱便覧 外国自動車譲受規制 輸入車運転整備』編 オーム社 1951
- 『航空読本』酣灯社 1952
- 『自動車受験実務法規集』編 オーム社 1952
- 『飛行機の話』佐藤照雄絵 あかね書房 小学生学習文庫 1952
- 『外国自動車取扱便覧』オーム社 1953
- 『小型自動車教科書 運転と整備 図解説明』自動車協会技術部編 金園社 実用百科選書 1953
- 『自動車工学便覧』編 鳳山社 1953
- 『自動車整備士問題解答1000題』編 オーム社 1953
- 『自動車電気整備』編 理工図書 実用自動車技術新書 1953
- 『自動車整備技術』オーム社 1953
- 『自動車試験問題集 運転免許関係法規抜粹・受験案内・問題解答付』理工図書 1954
- 『誰でも修理のできるスクーター・自動三輪車・オートバイ運転と整備』鶴書房 実用百科叢書 1954
- 『誰でもよくわかる自動車二三輪四輪運転免許の取り方 試験問題と解答集』鶴書房 実用百科叢書 1954
- 『二・三輪自動車整備士検定受験問題解答集』編 理工図書 1954
- 『航空発動機整備技術』編 鳳山社 1955
- 『小型自動四輪車運転と整備ハンドブック』鶴書房 1955
- 『自動車のむかしと今 フォードの物語』秋保正三絵 岩崎書店 少年少女発明発見文庫 1955
- 『自動車電装整備』編 オーム社 1955
- 『図解飛行機整備技術 [第1] (機体篇)』編 鳳山社 1955
- 『二・三輪自動車の調整と修理』編 理工図書 1955
- 『のりもののはなし』阿部真久絵 筑摩書房 小学生全集 1955
- 『標準自動車技術教科書』山海堂 1956
- 『ガソリン自動車整備解説』柴田書店 1957
- 『自動三輪車の運転と整備』オーム社 1957
- 『最新自動車運転技術』オーム社 1958
- 『初歩の自動車ハンドブック』編 山海堂 1959
- 『自動車整備と故障の直し方』愛隆堂 1959
- 『誰にでもできるスクーター・自動三輪車・オートバイ運転と整備の仕方 第一種免許 受験問題と答案つき』運転免許指導会編 元文社 1960
- 『自動車の運転と免許』大泉書店 入門百科叢書 1960
- 『自動車の上手な買い方』大泉書店 入門百科叢書 1962
- 『百万人の自動車』産報ノンフィクション 1963
- 『運転に強くなる本 ドライブ技術のすべて』講談社ミリオン・ブックス 1966
- 『自動車』保育社カラーブックス 1966
- 『自動車の構造と装置』技術書院 交通工学シリーズ 1966
- 『飛行機』保育社カラーブックス 1966
- 『自動車構造の知識』技術書院 1967
- 『初めて自動車整備士試験を受ける人のために』オーム社 1968
- 『自動車 第2』保育社カラーブックス 1970
- 『初めて自動車運転免許試験を受ける人のために』オーム社 1970
- 『図解飛行機操縦技術』鳳山社 1972
- 『自動車 3』保育社カラーブックス 1977
- 『飛行機 2』保育社カラーブックス 1978
- 『上手なドライブテクニック』全国加除法令出版 JED新書 1980

### 共著
- 『スーパー・ユニバーサル型輸送飛行機取扱解説 フォッカー式』宮本昰男共著 航空技術叢書 育生社 1941
- 『航空実用数学』坂入一郎共著 工業図書 1941
- 『安全教育読本 工場・事業場用』生沼曹久共著 育生社弘道閣 1942
- 『図解裁縫ミシン』宮本晶子共著 工学館 1948
- 『走る模型自動車の作り方』島谷治郎共著 電子社 1949
- 『図解飛行機操縦技術』共編 鳳山社 1953
- 『標準自動車技術教科書』林毅共著 山海堂 1953
- 『自動車給油便覧』井城将一郎共著 理工図書 実用自動車技術新書 1954
- 『自動車・汽車・汽船』鷹司平通共著 偕成社 図説文庫 1955
- 『交通の図鑑 陸と海と空』鷹司平通,上野喜一郎共著 講談社の学習大図鑑 1959
- 『飛行機・鉄道・汽船・自動車』鷹司平通共著 偕成社 目で見る児童百科 1964
- 『小学生百科 11 飛行機・鉄道・汽船・自動車 新しい交通機関』鷹司平通共著 偕成社 1968
- 『図解飛行機操縦技術』改訂版 宮本昰男共著 鳳山社 1978

### 翻訳
- ロタール・アーレンス編『日独伊英仏西航空用語辞典』三省堂 1942
- パウル・カール・デルンフエルト『滑空の王者 ハイニ・ディトマール』東亜書林 1943
- バシル・デムチエンコ『航空機用燃料供給装置』墨水書房 1943
- カアル・H・フォルク『航空機用プロペラ便覧』墨水書房 1943
- ゲルハルト・ヤッケル『独逸空軍の建造』墨水書房 1943
- P.H.レツグ『航空天文航法』墨水書房 1944
- P.H.ウイルキンソン『航空ヂーゼル機関』墨水書房 1945
- フオード自動車会社編『フオード・マーキユリー・リンカーン自動車修繕・手入解説』訳編 弘道閣 1949
- Union technique de l’automobile, du motocycle et du cycle 編『自動車・自転車図解英和和英辞典』オーム社書店 1953
- クインティン・レイノルド『ライト兄弟』徳丸時恵共訳 新潮社 1954
- J.R.ホイト『飛行機は恋人 プロ操縦のカンとコツ』宮本昰男共訳 鳳山社 1972

## 論文
- Cinii

## 注
1. ↑  『現代日本人名録』1987年